# Championnats du monde de slalom (canoë-kayak) 1991
Navigation
Championnats du monde de slalom 1989 Championnats du monde de slalom 1993
Les 22e championnats du monde de slalom en canoë-kayak de 1991 se sont tenus à Tacen en Yougoslavie, maintenant en Slovénie, sous l'égide de la Fédération internationale de canoë.

## Podiums

### Hommes

#### Canoë
| Épreuve        | Or | Or     | Argent                                                                                             | Argent | Bronze                                                                                                 | Bronze |
| -------------- | --- | ------ | -------------------------------------------------------------------------------------------------- | ------ | --- | ------ |
| C1             | Martin Lang (GER)                                                                                       | 160.19 | Adam Clawson (USA)                                                                                 | 164.26 | Jacky Avril (FRA)                                                                                      | 166.27 |
| C1 par équipes | États-Unis Adam Clawson Jon Lugbill Jed Prentice                                                        | 198.23 | France Jacky Avril Hervé Delamarre Emmanuel Brugvin                                                | 203.57 | Grande-Bretagne Mark Delaney Bill Horsman Gareth Marriott                                              | 219.34 |
| C2             | France Frank Adisson Wilfrid Forgues                                                                    | 174.79 | Tchécoslovaquie Jiří Rohan Miroslav Šimek                                                          | 175.30 | France Emmanuel del Rey Thierry Saïdi                                                                  | 177.17 |
| C2 par équipes | France Frank Adisson & Wilfrid Forgues Thierry Saïdi & Emmanuel del Rey Gilles Lelièvre & Jérôme Daille | 211.15 | Tchécoslovaquie Jiří Rohan & Miroslav Šimek Petr Štercl & Pavel Štercl Viktor Beneš & Milan Kučera | 224.01 | Allemagne Michael Trummer & Manfred Berro Stephan Bittner & Volker Nerlich Frank Hemmer & Thomas Loose | 238.54 |

#### Kayak
| Épreuve        | Or                                                         | Or     | Argent                                                  | Argent | Bronze                                                 | Bronze |
| -------------- | ---------------------------------------------------------- | ------ | ------------------------------------------------------- | ------ | ------------------------------------------------------ | ------ |
| K1             | Shaun Pearce (GBR)                                         | 143.65 | Marjan Štrukelj (YUG)                                   | 146.40 | Martin Hemmer (GER)                                    | 147.51 |
| K1 par équipes | France Manuel Brissaud Gilles Clouzeau Jean-Michel Régnier | 175.36 | Allemagne Thomas Becker Michael Glöckle Michael Seibert | 181.23 | Tchécoslovaquie Luboš Hilgert Peter Nagy Pavel Přindiš | 183.21 |

### Femmes

#### Kayak
| Épreuve        | Or                                                    | Or     | Argent                                                                   | Argent | Bronze                                                     | Bronze |
| -------------- | ----------------------------------------------------- | ------ | ------------------------------------------------------------------------ | ------ | ---------------------------------------------------------- | ------ |
| K1             | Elisabeth Micheler (GER)                              | 181.08 | Dana Chladek (USA)                                                       | 184.00 | Kordula Striepecke (GER)                                   | 185.66 |
| K1 par équipes | France Myriam Jerusalmi Anouk Loubie Marianne Agulhon | 215.56 | Tchécoslovaquie Zdenka Grossmannová Štěpánka Hilgertová Marcela Sadilová | 251.60 | États-Unis Kirsten Brown-Fleshman Dana Chladek Kara Ruppel | 272.12 |

## Tableau des médailles
| Rang  | Nation          | Or | Argent | Bronze | Total |
| ----- | --------------- | -- | ------ | ------ | ----- |
| 1     | France          | 4  | 1      | 2      | 7     |
| 2     | Allemagne       | 2  | 1      | 3      | 6     |
| 3     | États-Unis      | 1  | 2      | 1      | 4     |
| 4     | Royaume-Uni     | 1  | 0      | 1      | 2     |
| 5     | Tchécoslovaquie | 0  | 3      | 1      | 4     |
| 6     | Yougoslavie     | 0  | 1      | 0      | 1     |
| Total | Total           | 8  | 8      | 8      | 24    |